# Xã Newburg, Quận Fillmore, Minnesota
Xã Newburg (tiếng Anh: Newburg Township) là một xã thuộc quận Fillmore, tiểu bang Minnesota, Hoa Kỳ. Năm 2010, dân số của xã này là 379 người.